# Бундхун, Рауф
Абдул Рауф Бундхун (там. அப்துல் ரௌஃப் பந்தம், англ. Abdool Raouf Bundhun, род. 1937) — исполняющий обязанности президента Маврикия с 1 октября 2003 года по 7 октября 2003 года, вице-президент Маврикия с 17 февраля 2002 года по 24 августа 2007 года.

## Биография
Рауф Бундхун родился в 1937 году в небольшой деревне Амауру на севере Маврикия. Его предки происходили из небольшого района, лежащего на границе штатов Уттар-Прадеш и Бихар в Индии, а в 1866 году уехали на Маврикий. Учился в средней школе, а за тем поступил на гражданскую службу в отдел социального обеспечения.
После циклонов Аликс и Кэрол 1960 года он присоединился к организации «Compagnons Batisseurs», под руководством социального работника Эдвин де Робилларда. Они совершили поездку по острову и предлагали помощь жертвам циклонов.
В 1961—1969 годах преподавал английский, французский языки и историю в Колледже Сент-Эндрюс.
В 1961 году был избран президентом Федерации молодежи Порт-Луи. В 1963 году дебютировал на муниципальных выборах, однако потерпел поражение. В возрасте 27 лет был избран в парламент, стал секретарем Сивусагура Рамгулама и министром молодежи и спорта. В 1969 году был избран муниципальным советником Порт-Луи.
В 1976 году он был назначен министром энергетики. В декабре 1976 года потерпел поражение на всеобщих парламентских выборах.
В 1977—1989 годах работал директором Эден Колледжа.
В 1988 году начал сотрудничество с партией МММ, был избран в муниципальный совет Катре-Борн, в 1995—1996 годах был мэром города. В декабре 1995 года Бундхун возвратился в парламент от 13 округа Суилака, но в выборах 2000 года не участвовал.
До вступления на пост вице-президента в 2001—2002 годах был послом во Франции.
В настоящее время является вице-президентом Исламской Миссии мира в Маврикии.
В 2002 году Рауф Бундхун был возведен в сан кавалера ордена Звезды и ключа Индийского океана. Также он является офицером ордена «За заслуги» и офицером ордена Плеяд, высшего ордена Франкофонии.